# Fredrik Sandwall
Fredrik Vilhelm Sandwall (i riksdagen kallad Sandwall i Örebro och Sandwall i Stockholm), född 14 juni 1877 i Korsberga församling, Jönköpings län, död 28 april 1952 i Stockholm (Oscar), var en svensk lektor. Han var kusins son till Johan Sandwall och farbror till Martha Sandwall-Bergström.
Efter studentexamen i Växjö 1898 blev Sandwall filosofie kandidat vid Uppsala universitet 1902 och filosofie licentiat 1906. Han var lärare vid Uppsala enskilda läroverk och privatgymnasium 1906–12, adjunkt i latin, grekiska och modersmål i Gävle 1912–14, blev lektor i Örebro 1914 och var lektor vid Östra Real i Stockholm 1928–1942.
Sandwall var Uppsala studentkårs ordförande 1906–07, tillhörde stadsfullmäktige i Örebro 1916–1928, var ledamot av Örebro stads nykterhetsnämnd 1918–1928, ledamot, sekreterare och ordförande i Örebro stadsbiblioteks styrelse 1915–1928, ledamot i styrelsen för Örebro läns museum 1919–1928, för Risbergska flickskolan 1919–1928 och studierektor för dess gymnasium 1924–1928, sekreterare i samfundet Örebro stads- och länsbiblioteks vänner 1927–1928, ledamot i examensnämnden för muntlig prövning i studentexamen av privatister i Stockholm från 1922 samt t.f. undervisningsråd kortare perioder 1922 och 1925.
Sandwall var ordförande i borgerliga valförbundet i Örebro och vice ordförande i Örebro läns moderata valkretsförbund 1920–1928 och tillhörde riksdagens andra kammare 1929–1932 som representant för högern. Han blev ledamot av Stockholms folkskoledirektion 1930, vice ordförande 1934, var rektor för Wallinska skolan i Stockholm 1931, tillkallad sakkunnig i ecklesiastikdepartementet 1933, censor vid studentexamina från 1933, inspektor vid Stockholms kommunala mellanskola från 1935 och tillhörde kyrkofullmäktige i Oscars församling i Stockholm från 1936.
Sandwall utgav ett antal språkliga och litteraturhistoriska skrifter, bland annat Om accentueringen av två- och trestaviga komposita i 1600-talets svenska (i "Språk och stil", 1913) och Samlade dikter av Lasse Lucidor (text och kommentar; I, 1914; II, 1930), på uppdrag av Svenska Vitterhetssamfundet. Han blev filosofie hedersdoktor i Uppsala 1932.